# Ebracher Musiksommer

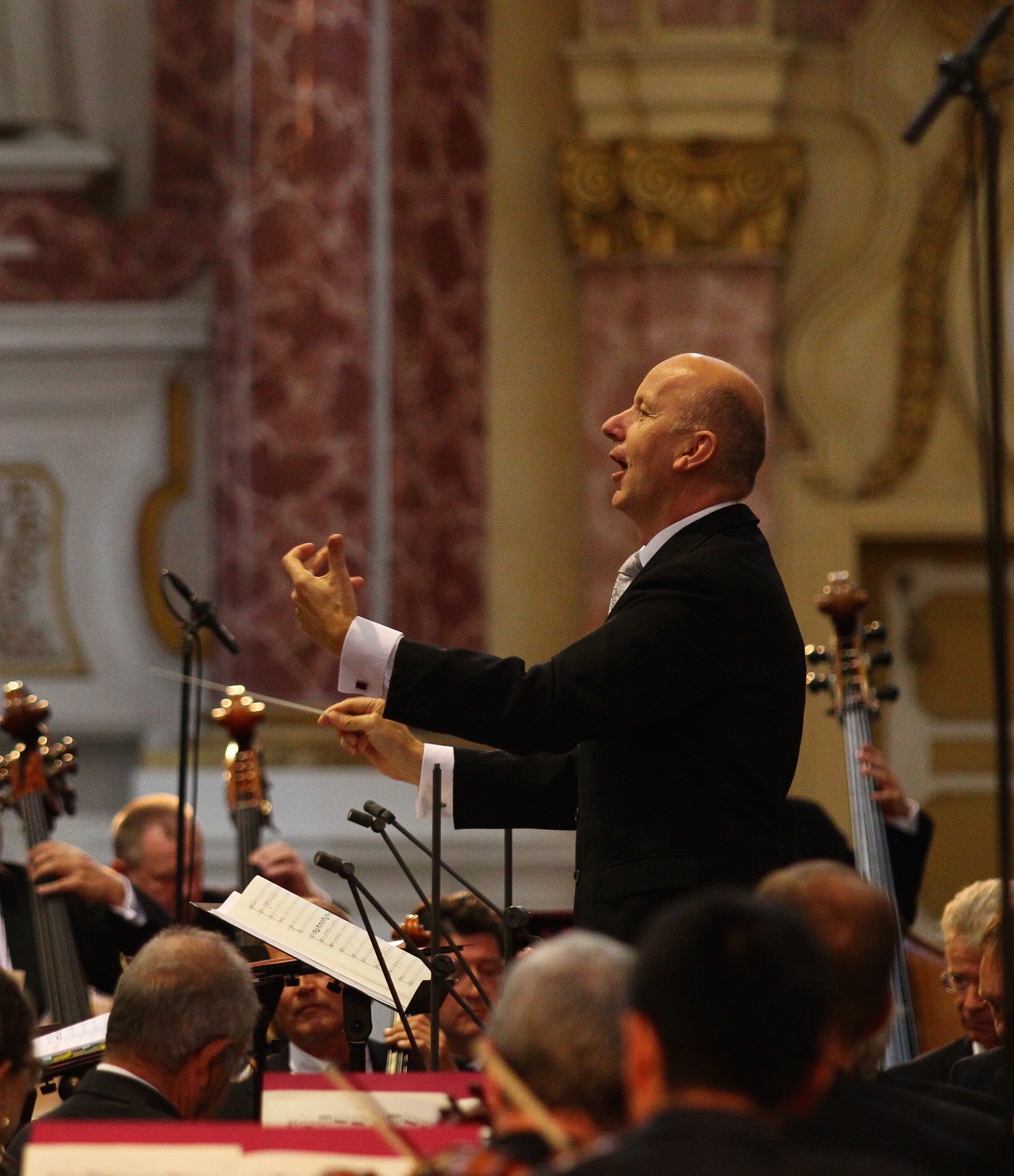
Gerd Schaller, Philharmonie Festiva

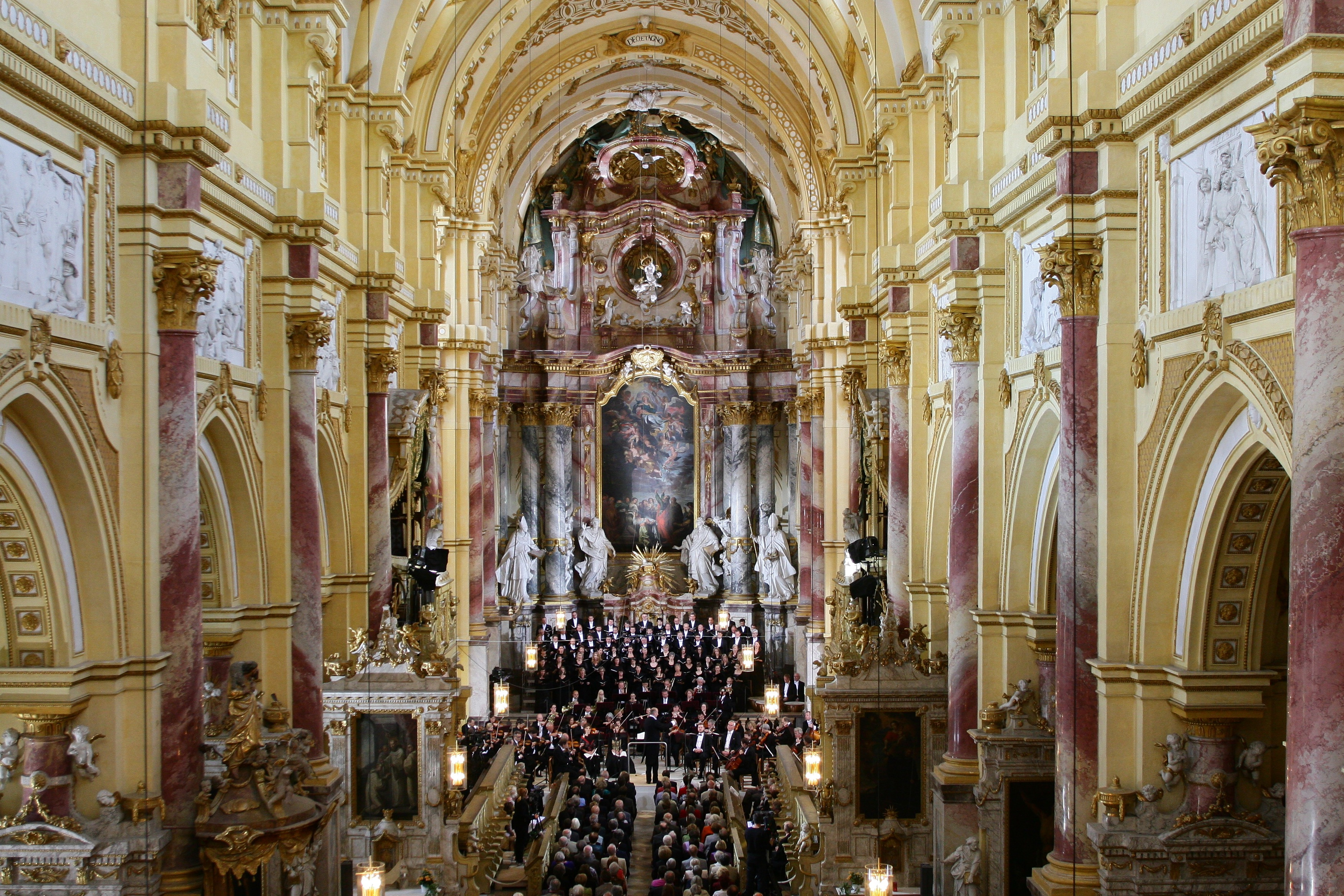
Abteikirche Ebrach

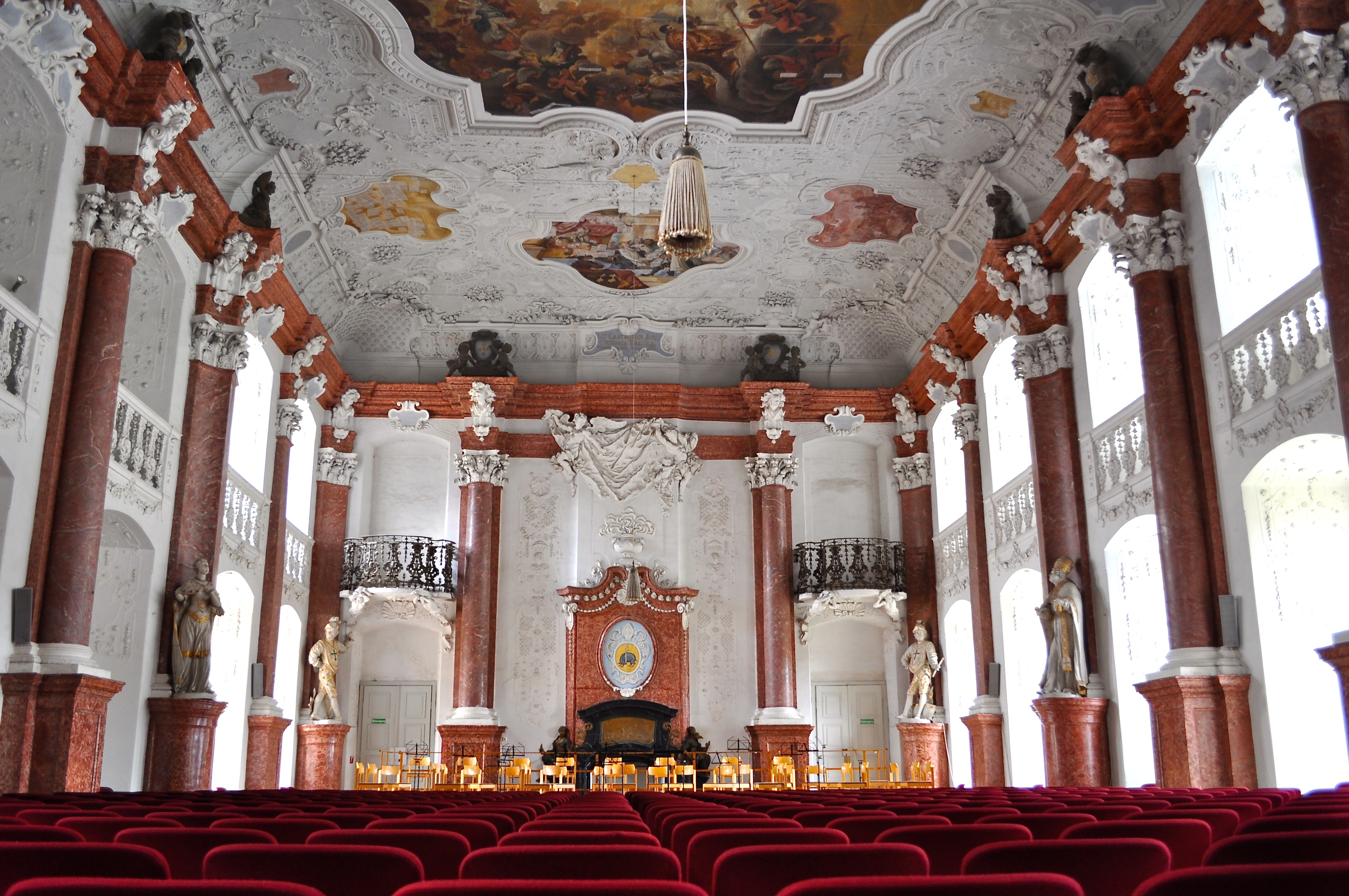
Kaisersaal Ebrach

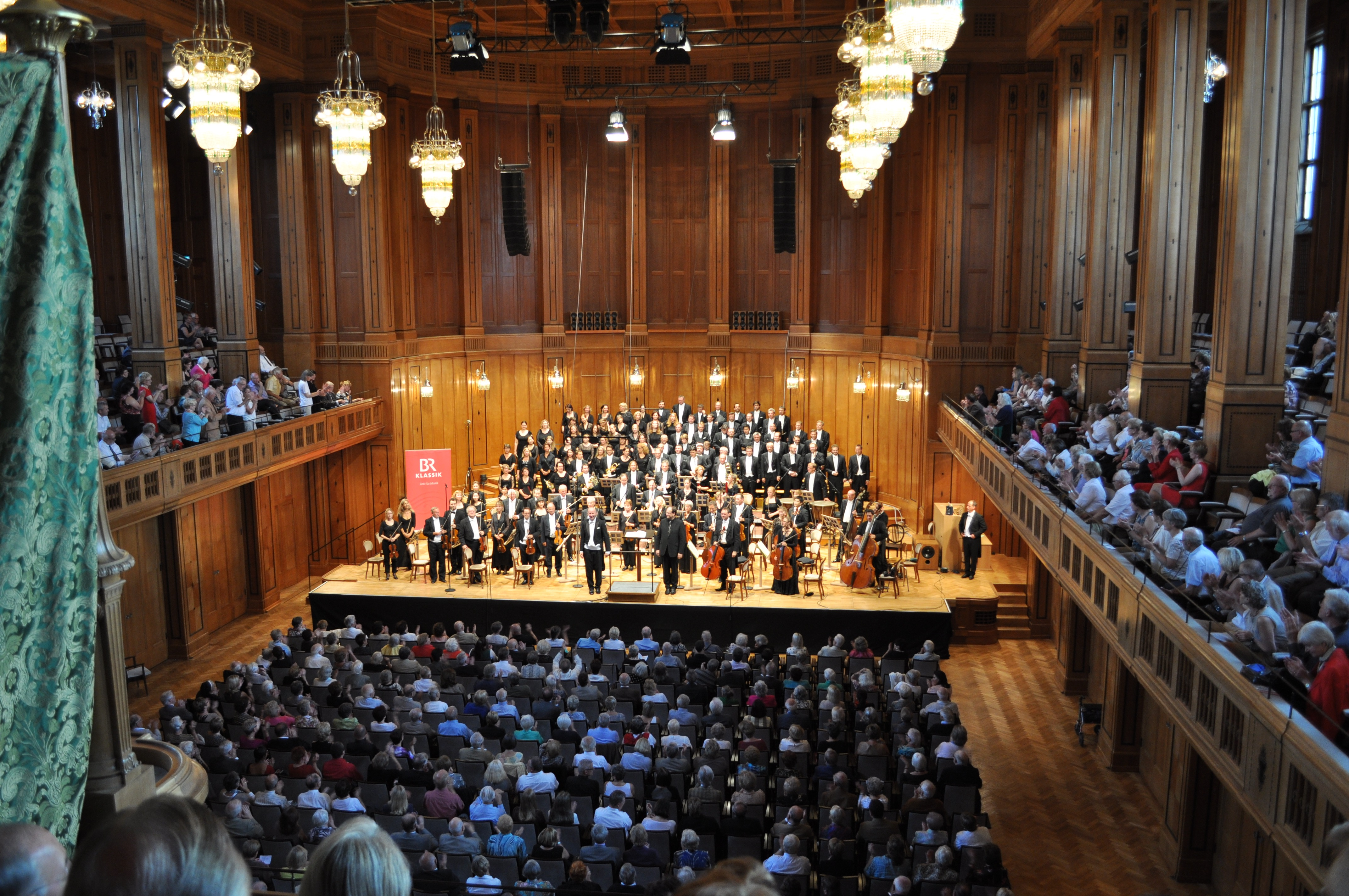
Regentenbau Bad Kissingen

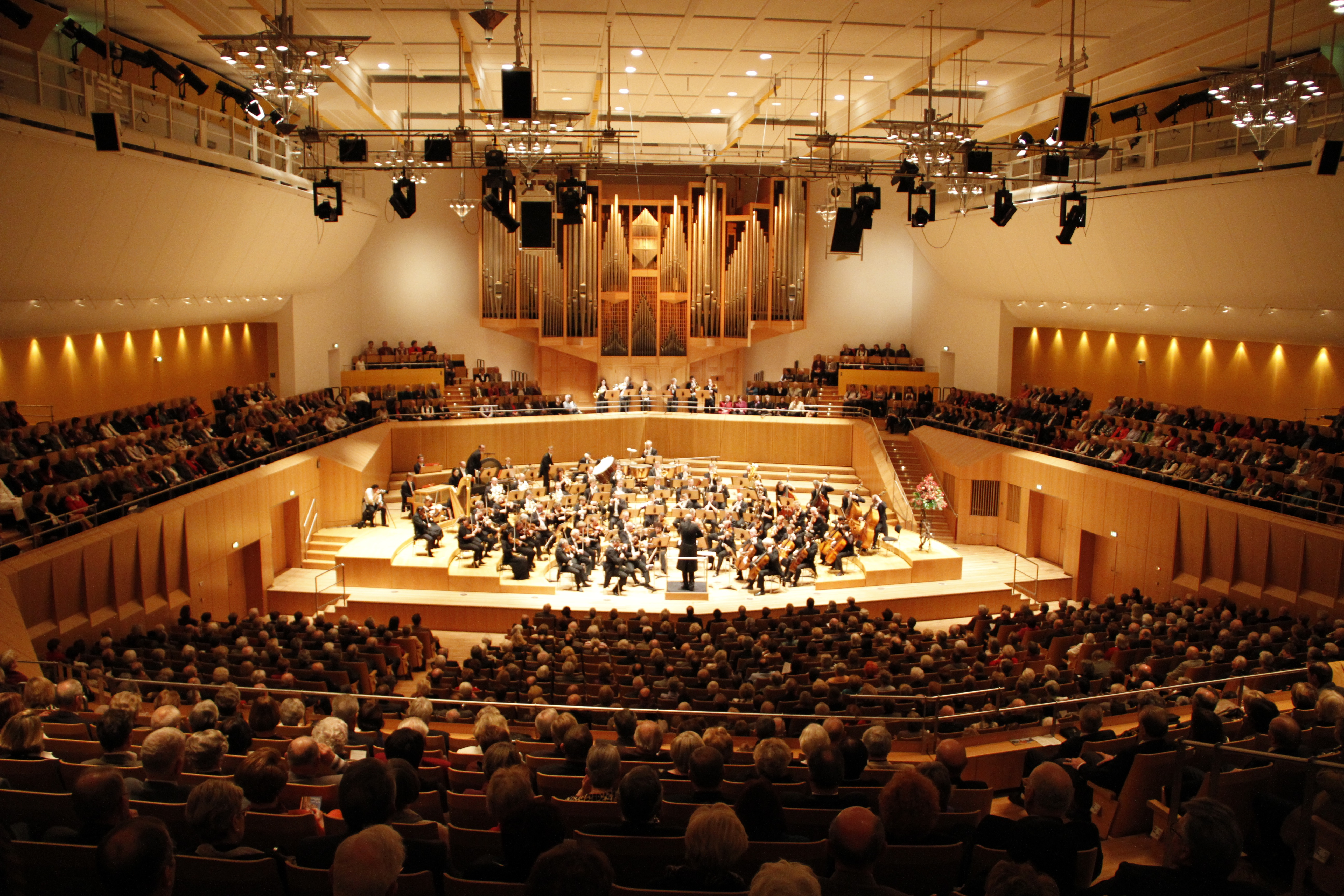
Konzert in der Konzerthalle Bamberg

Der Ebracher Musiksommer ist ein klassisches Musikfestival in Franken, das im Jahr 1990 vom Dirigenten und künstlerischen Leiter Gerd Schaller ins Leben gerufen wurde. Die Konzerte finden in den Räumlichkeiten der ehemaligen Zisterzienserabtei Kloster Ebrach statt: dem barocken Kaisersaal und der frühgotischen Abteikirche. Weitere Aufführungsorte außerhalb Ebrachs sind der Max-Littmann-Saal des Regentenbaues Bad Kissingen sowie der Joseph-Keilberth-Saal der Konzerthalle Bamberg.

## Geschichte
International bekannt wurde der Ebracher Musiksommer vor allem durch die Aufführung und Gesamteinspielung sämtlicher Symphonien Anton Bruckners mit der Philharmonie Festiva unter der Leitung von Gerd Schaller und durch das Projekt BRUCKNER2024. In Zusammenarbeit mit dem Anton Bruckner Institut Linz veranstaltete der Ebracher Musiksommer 2011 ein Bruckner Fest mit der Aufführung der frühen Symphonien Nr. 1, 2 und 3 und einem wissenschaftlichen Symposium unter dem Thema „Bruckner auf Reisen“.
Einen weiteren Programmschwerpunkt bildet die Aufführung und Einspielung musikalischer Raritäten: So zeichnete das Bayerische Fernsehen das Requiem von Franz von Suppè in der Abteikirche mit dem Philharmonischen Chor München und der Philharmonie Festiva auf (Ausstrahlung u. a. auf 3sat).
Die Wiederentdeckungen der Oper Merlin von Karl Goldmark sowie der Großen Messe e-Moll von Johann Ritter von Herbeck erfolgten im Regentenbau von Bad Kissingen. Die Live-Aufnahmen fanden in Kooperation mit dem Bayerischen Rundfunk – Studio Franken statt und sind beim Label Profil Edition Günter Hänssler erschienen.
Bei den Konzerten im historischen Kaisersaal liegt der Programmschwerpunkt vor allem auf Werken der Barockzeit und der Wiener Klassik. Ein Großteil des Konzerte wird vom Ebracher Festivalorchester, der Philharmonie Festiva, bestritten. Außerdem gastieren renommierte Ensembles bzw. Orchester (Münchner Rundfunkorchester, Symphonieorchester des Nationaltheaters Prag, Radiosymphonieorchester Prag, Kammerphilharmonie mit Gewandhausmusikern Leipzig, Dresdner Kapellsolisten, Nürnberger Symphoniker, Münchner Bachsolisten, Staatsorchester Braunschweig, Meininger Hofkapelle). Zugleich ist der Ebracher Musiksommer auch ein Podium für junge, verheißungsvolle Nachwuchstalente.
Veranstalter des Ebracher Musiksommers ist der Markt Ebrach.

## Rezensionen
- Rezension (engl.) Ebracher Musiksommer
- Rezension (franz.) Anton Bruckner 1.–3. Symphonie
- Rezension (franz.) Anton Bruckner 4., 7., 9. Symphonie
- Rezension Anton Bruckner 4., 7., 9. Symphonie
- Rezension Anton Bruckner 5. Symphonie
- Rezension (engl.) Anton Bruckner 6. Symphonie
- Rezension (engl.) Anton Bruckner 8. Symphonie
- Rezension (engl.) Anton Bruckner Symphonie f-Moll
- Rezension Johann von Herbeck Große Messe
- Rezension (engl.) Johann von Herbeck Große Messe
- Rezension (engl.) Franz von Suppé Requiem
- Rezension (engl.) BrucknerFest
- Rezension (engl.) 8. Symphonie Anton Bruckner